# ヒューゴ・アルヴェーン

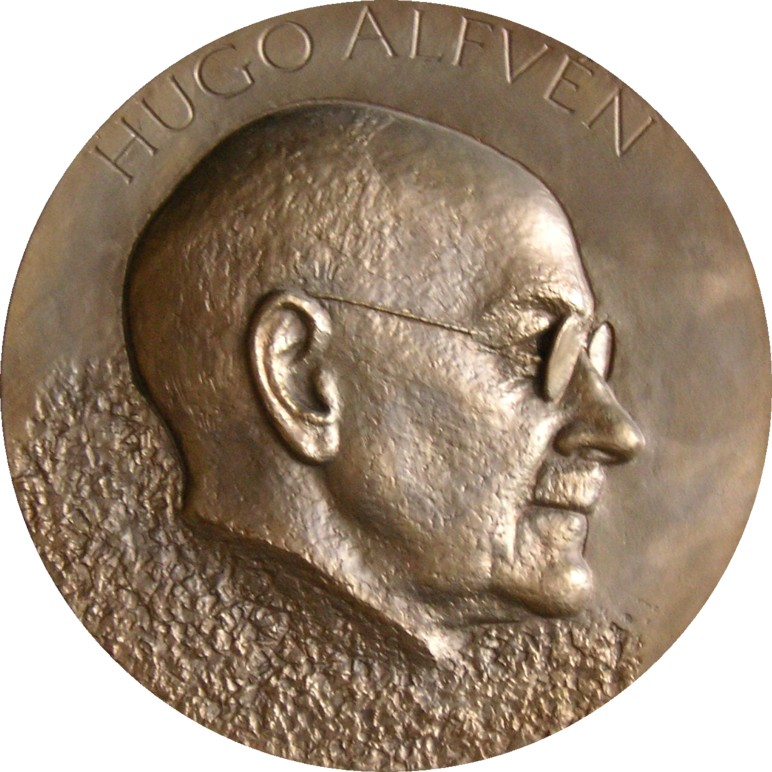
ストックホルムにあるアルヴェーンの記念碑

ヒューゴ・アルヴェーン（ Hugo Emil Alfvén, 1872年5月1日 - 1960年5月8日）は、スウェーデン・ストックホルム出身の作曲家、指揮者、ヴァイオリニストおよび画家。同年代のヴィルヘルム・ステーンハンマルとともに、スウェーデンの主要な作曲家の一人として知られる。

## 略歴
1887年から1891年まで（15-19歳）ストックホルム音楽院に学びながら、ヨハン・リンデグレンの個人指導を受ける。生涯を通じ、指揮者としてヨーロッパを巡演した。また、スウェーデンの宮廷楽団 Hovkapellet でヴァイオリンを演奏し、1910年から1939年までウプサラ大学音楽監督 director musices を勤め、同大学の男声合唱団 Orphei Drängar を1947年まで指揮した。
デンマーク人の画家 ペーダー・セヴェリン・クロイヤー（Peder Severin Krøyer :1851-1909）の妻で女性画家の マリー・クロイヤー（1867-1940）と関係をもち、クロイヤーの離婚後、1912年に結婚するが、1936年に離婚した。アルヴェーンと再婚した折には Marie Triepcke Krøyer Alfvén と名乗った。

## 主要作品
アルヴェーンの作品は、かなり伝統的な後期ロマン派の語法を示しており、色彩的な管弦楽法やしばしば標題的な傾向、また、スウェーデンの風景を呼び覚まそうとする意欲が見出される。あらゆるジャンルに手を染めたステーンハンマルとは対照的に、アルヴェーンは本質的に管弦楽の作曲家であった。
著名な作品として数えられるのは、たくさんの男声合唱曲、5つの交響曲、3つのスウェーデン狂詩曲（とりわけ第1番「夏至の徹夜祭 Midsommarvaka」の軽快な旋律は多くの人々に親しまれる）などである。また、数々の舞台音楽（劇付随音楽・バレエ音楽）を作曲した。
その他の作品では、劇付随音楽「グスタフ2世アドルフ」作品49の「エレジー」が、スウェーデンの王族の葬送音楽として使用されるほか、「祝典序曲」作品25が時折ノーベル賞授賞式で演奏されることで知られている。

## 作品一覧

### 交響曲
5つの交響曲は、年代を追って作曲家の音楽的な進歩を示している。このうち第1番から第4番までは、現在、数回録音されている。
- 交響曲第1番 ヘ短調 作品7（オランダ語版）（1897年）
  - 初期作品で、標準的な4楽章制の、響きの美しい作品である。（ある種の卒業制作とも評価される）
- 交響曲第2番 ニ長調 作品11（1898年-1899年）
  - 充実した、力強くさえあるニ短調の「コラール前奏曲とフーガ」によって締め括られる。
- 交響曲第3番 ホ長調 作品23（オランダ語版）（1905年）
  - 4楽章からなる作品で、イタリア旅行に触発されて作曲された。技法的にはより成熟しているものの、手法的にはより軽妙である。
- 交響曲第4番 ハ短調 作品39『海辺の岩礁から』（1918年-1919年）
  - ニールセンの「交響曲第3番『広がり』(シンフォニア・エスパンシヴァ)」に触発されてヴォカリーズの歌手を用いた、45分の長さをもつ単独楽章の交響曲である。なお、自作の交響詩「岩礁の伝説」とも関連があるものの、互いに独立した作品となっている。
- 交響曲第5番 イ短調 作品54（1942年 - 1953年）
  - アルヴェーンの最後の作品の一つで、全曲の上演・録音はまれである。通常は15～20分を要する第1楽章のみ取り上げられることが多い。

### 管弦楽曲
- スウェーデン狂詩曲第1番「夏至の徹夜祭」 作品19[注釈 1]
- 交響詩『岩礁の伝説』作品20
- スウェーデン狂詩曲第2番「ウプサラ狂詩曲」 作品24
- 祝典序曲 作品25
- ドラーパ 作品27
- バレエ音楽「山の王（オランダ語版）」 作品37
- 悲曲「エミール・シェーグレンへの葬送曲」 作品38
- ヤルマール・ブランティングの葬送行進曲 作品42
- スウェーデン狂詩曲第3番「ダラーナ狂詩曲」 作品47
- 劇付随音楽「グスタフ2世アドルフ」作品49
- 組曲「ソールバッケンのシュノーヴィ」作品50
- 祝祭序曲 作品52
- 田舎の物語 作品53
- バレエ音楽「放蕩息子」

### 室内楽曲
- ヴァイオリンソナタ ハ短調 作品1
- ロマンス ホ長調 作品3 （ヴァイオリンとピアノ）
- ノットゥルノエレジアーコ 作品5 （ホルンとオルガン）
- フルート独奏のための小組曲
- 組曲「岩礁の絵」作品17

### 合唱曲
- カンタータ「世紀の変わり目に」作品12
- 主の祈り 作品15
- カンタータ「一つの民族」作品22
- カンタータ「1917年ウプサラ宗教改革祭」作品23
- 黄泉の国の人々 作品30の1
- 春の夜 作品30の2
- 黙示録カンタータ 作品31
- ウプサラ大学450年記念カンタータ 作品45
- ストックホルム博覧会カンタータ
- 交響的カンタータ「歌」作品45
- 3つの合唱曲
- 木

### 独唱曲
- フローレスとブランセフロール 作品3